# Marie Amalia
Pour les articles homonymes, voir Bartolini.
Marie Amalia, signature de Marie Amalia Bartolini, est une artiste peintre française née le 9 novembre 1961 à Paris.
Elle vit à Angoulême où son père, Cyrille Bartolini, fut directeur de l'École des beaux-arts, et pratique l'art naïf par la peinture à l'acrylique sur toile, mais aussi et surtout par la technique de la peinture sur verre inversé. Elle est également décoratrice de films pour des courts métrages, des téléfilms et des séries télévisées.

## Biographie
L'attirance vers le dessin et la peinture de Marie Amalia, fille du sculpteur Cyrille Bartolini, Premier Prix de Rome en 1957, et de l'artiste peintre de « fixés sous verre » Suzy Bartolini, remonte à sa plus tendre enfance. De 1980 à 1982, soit après l'obtention du baccalauréat option art, elle suit les cours d'arts plastiques de l'Université de Paris, puis entre en 1982 dans l'atelier de sculpture de Georges Jeanclos à l'École nationale supérieure des beaux-arts.
Si, en 1983, Marie Amalia obtient le premier accessit du concours de sculpture qu'organise la Fondation Caplan Saint André au Centre Geprges-Pompidou, elle n'en délaisse pas moins cette discipline en 1984 pour revenir à sa véritable attirance et s'initier, auprès de Suzy Bartolini, au « fixé sous verre », dit également « peinture éludorique » ou encore « peinture sur verre inversé », consistant, explique-t-elle, à peindre sur une face du verre et à constater le résultat sur l'autre face, la difficulté résidant dans le fait de peindre à l'envers, c'est-à-dire de commencer par les détails, ombres et lumières, pour finir par le fond, à rebours de la peinture classique.

## Contributions artistiques

### Décors (cinéma et télévision)
- Les Mensonges, téléfilm de Fabrice Cazeneuve avec Marilyne Canto et Hippolyte Girardot, 2009. Diffusion : France 3, 13 mars 2010.
- Victoire Bonnot, série télévisée. Épisode 3 : Les masques tombent, de Philippe Dajoux avec Valérie Damidot et Shirley Bousquet. Diffusion : M6, 9 juin 2011.
- Rue des roses, court métrage (durée : 15 min) de Patrick Fabre avec Philippe Bas, mars 2012.
- Section de recherches, saison 7, épisodes 10 (Amnésie), 11 (Belle à mourir), 12 (Far Ouest), 13 (Partie de campagne) et 14 (Écart de conduite), d'Éric Le Roux et Olivier Barma avec Xavier Deluc et Virginie Caliari. Diffusion : TF1, 28 mars, 4 avril et 11 avril 2013.
- Interventions, série télévisée (6 épisodes) de Jean-Yves Pitoun avec Anthony Delon, Michael Massee et Clémence Thioly. Diffusion : TF1, novembre-décembre 2014.

### Œuvres particulières
- Carte de vœux de la Présidence de la République française, 1986.

## Expositions

### Personnelles

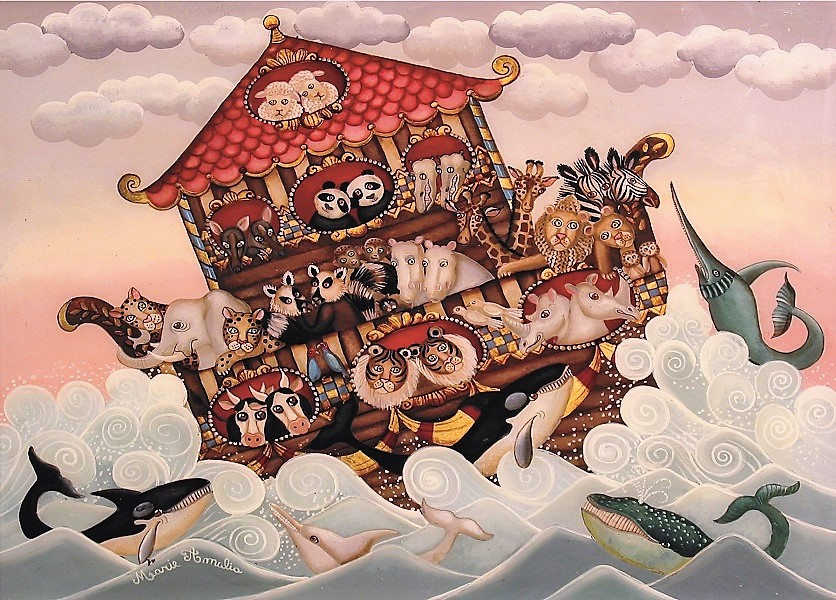
Marie Amalia, L'Arche de Noé aux lions

- Galerie Bénézit, rue de Seine, Paris, 1988, 1990, avril 1993[5], 1996, 1998, 2001, 2003, 2005.
- Galerie Stéphanie Hoppen, Londres, 2000.
- Cercle Saint-Léonard, Saint-Léonard-de-Noblat, septembre 2011[6].
- Galerie Art-Image, Angoulême, 2013, mai-juin 2016[7].
- Le Lavoir de Mougins, août 2014.
- Réfectoire des moines, Brantôme, 2014.
- Fixés sous verre : Marie Amalia, Galerie Art-Image, Limoges, septembre 2016.
- Expositions régulières : Edward Montgomery Fine Art, Carmel-by-the-Sea, (Californie)[8].

### Collectives

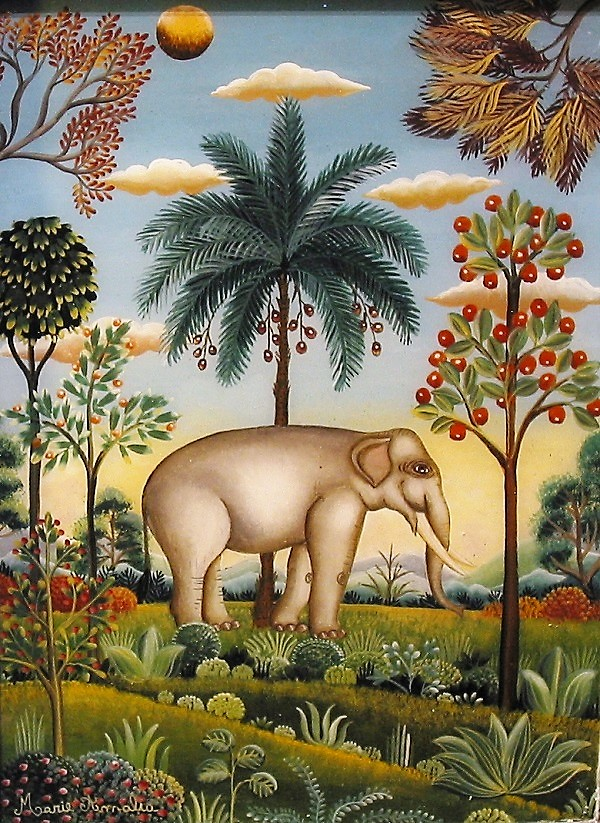
Marie Amalia, L'éléphant solitaire

- Galerie Bénézit, Rue de Seine, Paris, 1982, 1984, 1985, 1986, 1987, 1988, 1989, 1990, 1991, 1992, 1993, 1994, 1995, 1996, 1997, 1998, 1999, 2000, 2002, 2003, 2004, 2005, 2006, 2007, 2008, 2009, 2010.
- Galerie de l'Angle aigu, Bruxelles, 1983, 1986, 1990.
- Galerie Odile Harel, Vence, 1985.
- Galerie Monier, Murrhardt, 1985.
- Galerie Stephanie Hoppen, Walton Street (en), Londres, 1989, 1990, 1993, 1994, 1997, 1988, 1999, 2000.
- Galerie Stephanie Hoppen, 61st Street, New York, 1989.
- Fixés sous verre : Suzy Bartolini, Marie Amalia, Galerie Mercure, Béziers, juin 1996[9].
- Galerie Climat, Les Sables d'Olonne, 2002, 2003, 2004.

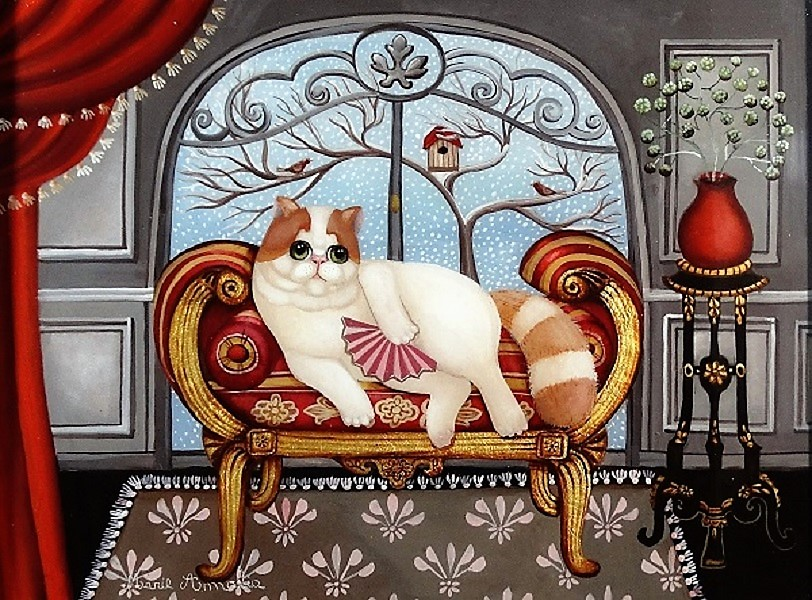
Marie Amalia, Le chat à l'éventail

- L'art en dix mouvements, château de Talleyrand, Chalais (Charente), 2003.
- Les quatre Bartolini, Galerie Mercure, Béziers, décembre 2005 - janvier 2006[10],[11].
- La peinture sous verre : un art ancien toujours actuel, Musée des beaux-arts de Chartres, décembre 2010 - février 2011[12].
- Galerie La Chrysalyde, Castelnou, 2012.
- Château de Tinteillac, Bourg-des-Maisons (Dordogne), juin-août 2012[13].
- Salon international d'art naïf, Verneuil-sur-Avre, 2013, 2014, avril-mai 2016, avril-mai 2017[14].
- Galerie Terre des arts, Paris, 2013.
- Salon intemporéel de La Couronne (Charente), 2013.
- Salon de la peinture naïve, Ottmarsheim, 2013.
- Salon Comparaisons, Grand Palais, Paris, 2013.
- Art naïf, Galerie Axiome, Bordeaux, mars-avril 2014[15].
- Festival international d'art naïf, salle Joe-Bousquet, Carcassonne, 2014.
- Biennale internationale d'art naïf et singulier, La Halle aux grains, Saint-Junien, 2014.
- Naïf et singulier / 10e Biennale internationale d'art, Saint-Junien, Rochechouart et Saint-Brice-sur-Vienne, juillet-septembre 2016[16].
- Les murs murmurent : Marie Amalia et Valery Quitard, Salon intemporéel de La Couronne, juillet-août 2016[17].
- Biennale d'art naïf, Andresy, février 2016.
- Rétrospective Suzy Bartolini et œuvres de Marie Amalia, Musée d'Angoulême, avril-décembre 2016.
- 16e Biennale de l'imaginaire et du fantastique, Cercle Saint-Léonard, Saint-Léonard-de-Noblat, 2016.
- 7e Salon international d'art naïf, Salle du carré à la farine, Versailles, février-mars 2017.
- Europe des arts, Hôtel de Maleville, Sarlat-la-Canéda, avril 2017.

## Réception critique
- « Tiens, un peintre contemporain qui ne cite pas Marcel Duchamp, mais le Douanier Rousseau et les Naïfs américains et anglais. Si son papa fictif s'appelle Henri Rousseau, sa vraie maman, c'est Suzy Bortolini dont les subtiles peintures lui ont donné le goût de cette technique devenue rare. Maria Amalia peint des animaux. Des animaux bizarres, au hiératisme parfait, aux formes naïves et belles. Un chat, une vache, une grenouille, un chien, un éléphant n'est plus tout à fait le même sur les fixés de Marie Amalia. Plantés dans un décor digne de l'Éden à la végétation chère à notre Douanier, ils sont souvent drôles. Ses arches de Noé et ses montgolfières viennent compléter sa galerie de portraits animaliers hors-modes. » - Marie-Christine Hugonot[5]
- « En choisissant de renouer avec une technique ancienne, Marie et sa mère, Suzy, déploient l'univers assez énigmatique d'images colorées et naïves rappelant les peintures décoratives slaves. Chaque composition recèle un mystère, une énigme persistante émanant en partie de la technique aujourd'hui peu divulguée des "fixés sous verre", c'est-à-dire peint sur du verre et présenté à l'envers. Rien que l'idée perturbe, puisqu'il s'agit, pour l'artiste, de concevoir son travail à rebours en commençant par les plus infimes détails. Paysages féeriques, carrousels miroitant, il n'est pas de sujet qui ne semble sorti d'un conte, d'une histoire familière et lointaine, enfouie dans un coin de mémoire. » - Danièle H.[10]
- « Elle crée un univers de fêtes, de charmes, puisant ses sujets dans des contes, légendes et histoires bibliques. Différents personnages : clowns, danseurs, marionnettes ou animaux, évoluent dans un espace, que les couleurs - en général sur des fonds noirs ou ocres - et la technique particulière de la peinture sous verre rendent attractifs. » - Dictionnaire Bénézit[3].

## Prix et distinctions

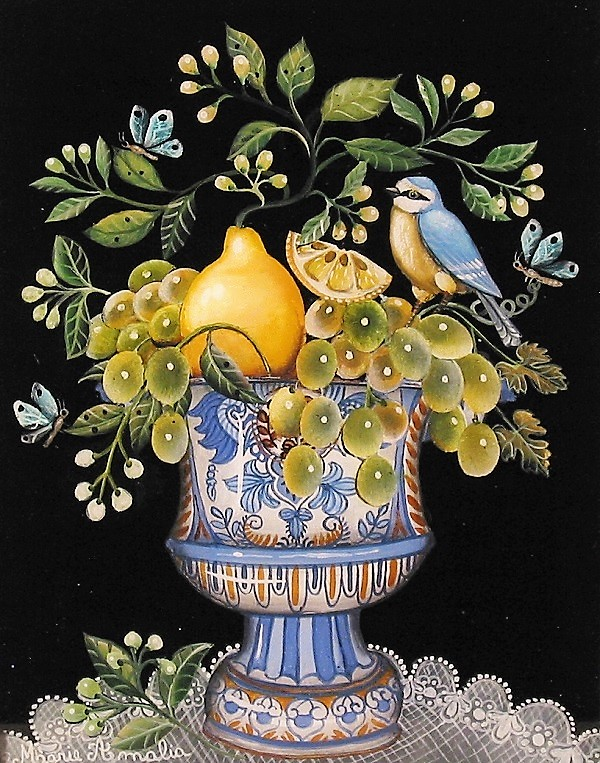
Marie Amalia, La coupe aux citrons.

- Premier Prix du public, Exposition internationale d'art naïf de Verneuil-sur-Avre, 2016.

## Musées et collections publiques
- Musée du Revard, Pugny-Chatenod (Savoie).

## Collections privées
- Alain Ayache.
- Glenn Close.
- Catherine Nay.
- Candice Patou.
- Bettina Rheims.
- Henri Verneuil.
- Oprah Winfrey.